# Prudente de Morais
Prudente José de Morais e Barros (Mairinque, São Paulo, 4 de octubre de 1841-Piracicaba, São Paulo, 3 de diciembre de 1902) fue un político brasileño, presidente de Brasil (1894-1898).
Primer civil en asumir la presidencia constitucional de la república, Prudente de Morais representaba la ascensión de la oligarquía cafetalera, de la cual era digno representante, al poder nacional, tras un período en que esa oligarquía se mantenía dominando sólo el poder legislativo.
Bachiller en derecho, ya en 1866 ingresa a la política como diputado. Prudente de Morais hizo su carrera en el Partido Republicano Paulista (PRP), al cual se afilió en 1870. En 1890, tras un año como presidente de la junta gobernativa de São Paulo, es elegido senador; en el cargo, llegó a presidir la Asamblea Nacional Constituyente y ser vicepresidente del senado. Disputó la presidencia de la república en 1891, perdiendo el pleito (indirecto) para Deodoro da Fonseca por un pequeño margen de votos.
Con la fundación del Partido Republicano Federal (PRF), consigue la indicación para la presidencia, y vence en las elecciones presidenciales de 1894, tomando posesión como Presidente constitucional del Brasil, el día 15 de noviembre de aquel año.

## Presidencia constitucional de la República
Durante su gobierno, abandonó una a una las medidas innovadoras de Floriano Peixoto. Esa cautela de Prudente fue necesaria, ya que los florianistas todavía tenían una cierta fuerza, principalmente en el Ejército. Además de eso, el vicepresidente estaba ligado a las ideas de Floriano. Resumiendo, Prudente de Morais imprime una dirección al gobierno que atiende preferentemente los intereses de los cultivadores de café.
Al inicio de su gobierno consigue pacificar la Revolución Federalista en Rio Grande do Sul, firmando la paz con los rebeldes, que recibieron amnistía. Pero poco tiempo después enfrentaría un movimiento rebelde aún mayor: la guerra de Canudos, en el sertón bahiano.
Se alejó del poder entre el 10 de noviembre de 1896 y el 4 de marzo de 1897, por estar con su salud debilitada. Asumió en ese período el vicepresidente, Manuel Vitorino Pereira.
Las divergencias internas en el PRF y la guerra de Canudos desgastan al gobierno. Incluso con la victoria de las tropas del gobierno en la guerra, los ánimos no se calman. Prudente de Morais sufrió un atentado el 5 de noviembre de 1897, al regreso de las tropas federales de Canudos. Escapó ileso, pero perdió a su Ministro de Guerra, Carlos Machado Bittencourt, quien fue asesinado al defenderlo. El presidente decretó, entonces, estado de sitio, para el Distrito Federal (Río de Janeiro y Niterói) consiguiendo así librarse de los opositores más incómodos.
Terminado el mandato, Prudente de Morais se retiró a Piracicaba, donde ejercería la abogacía por algunos años. Falleció debido a una tuberculosis en 1902.